# Prestige – Die Meister der Magie
Prestige – Die Meister der Magie (Originaltitel: The Prestige) ist ein US-amerikanisch-britischer Thriller von Christopher Nolan aus dem Jahr 2006, der auf dem Roman Das Kabinett des Magiers (1995) von Christopher Priest basiert. Verliehen wird der Film von Touchstone Pictures und Warner Bros. Weltweit spielte der Film fast 110 Millionen US-Dollar ein. Der deutsche und österreichische Kinostart des 40 Millionen US-Dollar teuren Films war am 4. Januar 2007.

## Handlung
Das 19. Jahrhundert neigt sich seinem Ende zu. In London lernen sich die beiden angehenden Zauberkünstler Robert Angier und Alfred Borden kennen. Was beide eint, ist die Faszination für Zauberkunst und das Bestreben, ihr Publikum mit bisher ungesehenen Zaubertricks zu erstaunen. Die beiden beginnen einen freundschaftlichen Wettstreit unter Mithilfe des altgedienten Ausstatters Cutter.
Angiers Ehefrau Julia, die als Assistentin mit auf der Bühne steht, ertrinkt während eines spektakulären Tricks in einem Wassertank, nachdem sie einen Knoten, den Borden gebunden hat, nicht rechtzeitig hat lösen können. Angier macht Borden für ihren Tod verantwortlich, und es kommt zum Bruch zwischen den Männern. Nachdem sie erfolgreich gegenseitig ihre Aufführungen sabotiert haben, wobei Borden zwei Finger verliert, trennen sich ihre Wege. Borden heiratet und wird Vater einer Tochter namens Jess, was den um seine Ehefrau trauernden Angier zusätzlich verdrießt.
Im weiteren Verlauf des Films geht Borden, der nun mit dem Ausstatter Bernard Fallon arbeitet, mit einer ganz neuen Darbietung an die Öffentlichkeit, die ihm viel Publikum beschert: Mit Hilfe eines unbekannten Tricks scheint es zu gelingen, sich von einem Ende der Bühne zum anderen zu teleportieren. Angier ist neidisch und will hinter das Geheimnis von Bordens Trick „Der transportierte Mann“ kommen. Doch im Gegensatz zu gewöhnlichen Darbietungen dieser Zeit ist der Trick anscheinend perfekt und das Geheimnis nicht zu enträtseln. Mit Hilfe von Cutter entwickelt Angier eine eigene Version des Zauberstücks, wozu er einen Doppelgänger verwendet, um die Illusion der Teleportation zu erzeugen: „Der neue transportierte Mann“ wird aufgrund seiner Präsentation als gelungene, verbesserte Kopie vom Publikum gefeiert. Doch das befriedigt Angier nicht, er will um jeden Preis hinter das Geheimnis von Bordens Trick kommen. Er setzt seine Bühnenassistentin und Geliebte Olivia als Spionin auf ihn an.
Kurze Zeit später besticht Borden Angiers Bühnen-Doppelgänger und lässt damit dessen Trick auffliegen. Dafür erhält Angier durch Olivias Hilfe Bordens verschlüsseltes Notizbuch. Er entführt gemeinsam mit Cutter Bordens Ausstatter und erpresst so das Schlüsselwort, das zur Dechiffrierung notwendig ist: „Tesla“ – gemeint ist der Elektroingenieur Nikola Tesla, dessen Ausstellung beide zuvor besucht hatten. Angier glaubt, dass Borden sich von ihm hat helfen lassen, und reist nach Colorado Springs, wo er Tesla begegnet, der sich selbst mit Thomas Edison in einem Wettstreit befindet und wegen seiner Errungenschaften auf dem Gebiet der Elektrizität als genialer Wissenschaftler gilt. Während der Reise kommt Angier dahinter, dass das Notizbuch nur eine falsche Fährte war und er einem Komplott von Borden und der zu ihm übergelaufenen Olivia zum Opfer gefallen ist. Olivia ist inzwischen anscheinend zu Bordens Geliebter geworden, was seiner bereits belasteten Ehe zusätzlichen Druck gibt und letztlich zum Selbstmord seiner eifersüchtigen Ehefrau Sarah führt.
Tesla kann Angier trotzdem helfen: Er versorgt ihn mit einer geheimnisvollen Apparatur, mit der er Bordens Transportationstrick übertrumpfen kann. Angier kehrt nach London zurück und setzt für seine Aufführung des „wahren transportierten Mannes“ exakt 100 Aufführungen an: Jeden Abend übertrifft er Bordens Trick, indem er sich nicht nur quer über die Bühne, sondern innerhalb von Augenblicken hinauf in eine Loge des Theaters „teleportiert“. Nun will Borden hinter Angiers Geheimnis kommen und besucht dessen Vorstellung. Da er eine Falltür erspäht hat, begibt er sich unter die Bühne, und tatsächlich fällt Angier während des Tricks aus seiner Apparatur unter die Bühne – in einen Wassertank, der sich automatisch verschließt. Obwohl Borden versucht, ihn zu befreien, stirbt Angier; Borden wird in diesem Augenblick von Mitarbeitern des Theaters ertappt, so dass es so aussieht, als hätte er den Wassertank verschlossen. Er wird wegen Mordes festgenommen und zum Tod durch Erhängen verurteilt. Doch wie sich herausstellt, ist Angier noch am Leben. Er offenbart sich allerdings nicht der Justiz, sondern lebt nun unter seinem ursprünglichen Namen Lord Caldlow, so dass Borden als vermeintlicher Mörder hingerichtet wird.
In der finalen Szene wird Angier von Bordens Assistenten Fallon besucht und niedergeschossen – allerdings sieht letzterer genauso aus wie Borden. Erst jetzt wird klar, dass Borden tatsächlich einen Zwillingsbruder hatte. Beide Brüder haben sich in ihrer Tarnung immer abgewechselt: wenn der eine als Alfred Borden auftrat, nahm der andere die Rolle seines vermeintlichen Assistenten Bernard Fallon ein. Dies war das Geheimnis hinter Bordens Version von „Der transportierte Mann“: Es war ein perfekt inszenierter Doppelgängertrick. Dieser ging sogar so weit, dass sich der eine der Zwillinge zwei Finger amputierte, als der andere seine durch Angiers Sabotage verlor. Borden offenbart dem sterbenden Angier zudem, dass er derjenige war, welcher stets seine Frau Sarah liebte, während sein Zwillingsbruder seine Liebe in Olivia fand. Somit überlebt Jess’ leiblicher Vater, Alfred Borden, während sein Bruder derjenige war, der gehängt wurde. Als Borden aus dem durch Angiers Petroleumlampe angezündeten Lagerraum geht, sieht man in einem von vielen Wassertanks eine tote Kopie von Angier.
Erst in dieser Schlussszene wird deutlich, worin der Unterschied bei den Darbietungen der beiden konkurrierenden Zauberkünstler bestand. Die Zwillinge Borden lebten sowohl privat als auch auf der Bühne ein gemeinsames Leben und wurden so zum Teil des eigenen Gesamtkunstwerkes. Angier hingegen verdoppelte sich mittels Teslas Apparatur in jeder einzelnen Vorstellung: Teslas Apparatur ist also in der Lage, einen Klon von der Person zu erstellen, die die Apparatur benutzt. Angier wusste vorher nie, ob er selbst oder sein Klon qualvoll im Wassertank ertrinken oder am Ende den Ruhm (Prestige) ernten würde.

## Produktion
Regisseur Christopher Nolan arbeitet nach Batman Begins in diesem Film erneut mit Christian Bale und Michael Caine zusammen. Auch setzt er seine langjährige Zusammenarbeit mit Filmkomponist David Julyan und Kameramann Wally Pfister fort, die bei nahezu jedem seiner Filme mitwirken. Die Dreharbeiten dauerten vom 9. Januar bis zum 8. April 2006. Analyse, der Song im Abspann, stammt von Radiohead-Frontmann Thom Yorke und ist auf dessen Soloalbum The Eraser zu finden.
Ricky Jay, der im Film den Magier Milton spielt, war tatsächlich auch ein Zauberkünstler und half Hugh Jackman und Christian Bale bei der Verbesserung ihrer Fingerfertigkeit. Jay galt als einer der erfahrensten und geschicktesten Zauberkünstler auf den Gebieten der Kartenkunst, des Falschspiels, des Kartenwerfens, der Closeup- und der Mentalmagie. Wie die Zauberkünstler im Film hatte auch Jay einen Rivalen: Nach Kritik über David Copperfields Zaubermuseum erteilte dieser ihm Hausverbot.
Die im Film verwendete Verschwindemethode, bei der jedes Mal ein Vogel zu Tode kommt, ist rein fiktiv und korrespondiert mit dem tödlichen Doppelgängerthema.

## Synchronisation
Die deutsche Synchronisation entstand nach einem Dialogbuch von Änne Troester und der Dialogregie von Tobias Meister im Auftrag der FFS Film- & Fernseh-Synchron GmbH in Berlin.
| Schauspieler       | Rolle                          | Deutsche Stimme   |
| ------------------ | ------------------------------ | ----------------- |
| Hugh Jackman       | Robert Angier / Gerald Root    | Thomas Nero Wolff |
| Christian Bale     | Alfred Borden / Bernard Fallon | David Nathan      |
| Michael Caine      | John Cutter                    | Jürgen Thormann   |
| Scarlett Johansson | Olivia Wenscombe               | Luise Helm        |
| Rebecca Hall       | Sarah Borden                   | Manja Doering     |
| David Bowie        | Nikola Tesla                   | Frank Glaubrecht  |
| Andy Serkis        | Mr. Alley                      | Jörg Hengstler    |

## Historischer Hintergrund
Den im Film verarbeiteten Stromkrieg zwischen Thomas Edison und Nikola Tesla hat es wirklich gegeben. Während Edison sich Gleichstrom nutzbar machte, arbeiteten Tesla und der Großindustrielle George Westinghouse an einer Methode, Wechselstrom zu nutzen. Im Kampf um den noch jungen Strom-Markt soll Edison, einem Pionier der Glühlampe, jedes Mittel recht gewesen sein. So ließ Edison Tiere bis hin zu einem Elefanten mit hochdosiertem Wechselstrom töten, um zu beweisen, wie gefährlich und damit untauglich das Konzept der Konkurrenz sei. Letztendlich konnte Edison den Siegeszug des Wechselstroms jedoch nicht verhindern.
Der Film enthält zahlreiche Anspielungen auf tatsächliche Begebenheiten bekannter Illusionisten um die Jahrhundertwende.
- So stahl der amerikanische Illusionist Harry Kellar seinem britischen Kollegen John Nevil Maskelyne das Geheimnis des schwebenden Menschen, indem er dessen Bühnenhelfer abwarb.
- Der Zauberkünstler Harry Houdini ging im Konkurrenzkampf so weit, dass er die Trickgeheimnisse seiner Kollegen anonym der Presse zuspielte und auch selbst publizierte. Wenn er Kunststücke ablegte, veröffentlichte er sogar seine eigenen Tricks, behauptete jedoch, es handle sich hierbei um die Methoden seiner Nachahmer. Wie die Zauberer im Film lieferte sich auch Houdini unter anderem mit einem gewissen „Hardeen“ bis zu seinem Tod eine 26 Jahre andauernde Fehde. Beide zeigten die gleiche Show und beschuldigten sich gegenseitig des geistigen Diebstahls. Tatsächlich war Hardeen Houdinis Halbbruder, die Vendetta ein sorgfältig inszenierter PR-Trick.
- Im Film wird Chung Ling Soo gezeigt, der beim ebenfalls im Film thematisierten Gewehrkugeltrick ums Leben kam. Nach seinem Tod stellte sich heraus, dass Soo in Wirklichkeit kein Chinese, sondern ein verkleideter weißer Amerikaner namens William E. Robertson war, der auch außerhalb des Theaters die Illusion eines Chinesen wahrte, indem er etwa Interviews nur über Dolmetscher gab.
- Die im Film verwendeten Elektrozaubereien erinnern an die umstrittenen Shows von „Dr.“ Walford Bodie, der auf der Bühne Tesla-Blitze erzeugte und Zuschauer unter Strom setzte.
- Die Szene auf dem Friedhof spielt auf die „Lebendig-begraben“-Illusion an, die Houdini geplant, aber als zu gefährlich verworfen hatte. Die Entfesselung im Glaswassertank war ebenfalls eine Erfindung Houdinis, der als Erster Entfesselungskunst mit Todesgefahr kombinierte.
- Zu den damals erfolgreichsten Zauberkünstlern gehörten tatsächlich zwei Brüder, die Davenport Brothers, die jedoch offiziell als Duo auftraten.
- Im Hintergrund sieht man ein Werbeplakat für einen Zauberer namens Harry Dresden. Harry Dresden ist zum einen ein Romanheld (Magier) einer erfolgreichen Dark-Fantasy-Reihe des Autors Jim Butcher, zum anderen könnte es sich auch um eine Anspielung auf Houdini handeln, der 1900 in der Dresdner Elbe zum ersten Mal eine Unterwasser-Entfesslung vorführte.
- Das ansonsten bei Zauberkünstlern nicht allzu übliche Verkleiden mit z. B. falschen Bärten ist möglicherweise ebenfalls von Houdini inspiriert, der in den 1920er-Jahren undercover die spiritistische Szene auskundschaftete.

## Rezeption
In der IMDb findet sich Prestige – Die Meister der Magie auf der Liste der bestbewerteten Filme aller Zeiten wieder. Im Jahr 2023 kam er mit einer von Benutzern vergebenen Durchschnittsbewertung von 8,5 von 10 möglichen Punkten auf Platz 43.

## Auszeichnungen
Bei der Oscarverleihung 2007 wurden Kameramann Wally Pfister und die beiden Szenenbildner Nathan Crowley und Julie Ochipinti nominiert, konnten aber keinen Oscar gewinnen. Ferner bekam Crowley eine Nominierung für den Preis der Art Directors Guild, während die beiden Drehbuchautoren Jonathan und Christopher Nolan 2007 für den Online Film Critics Society Award nominiert waren.
Prestige – Die Meister der Magie war darüber hinaus als bester Science-Fiction-Film und für die besten Kostüme für den Saturn Award nominiert und gewann den Curts-Siodmak-Preis 2008 als bester Science-Fiction-Film.